# Гавер (Монтана)
Гавер (англ. Havre) — місто (англ. city) в США, в окрузі Гілл штату Монтана. Населення — 9362 особи (2020).

## Географія
Гавер розташований за координатами 48°32′41″ пн. ш. 109°40′22″ зх. д. / 48.54472° пн. ш. 109.67278° зх. д. (48.544679, -109.672685).  За даними Бюро перепису населення США в 2010 році місто мало площу 8,49 км², уся площа — суходіл. В 2017 році площа становила 9,61 км², з яких 9,61 км² — суходіл та 0,00 км² — водойми.

### Клімат
| Клімат : Гавер                             | Клімат : Гавер | Клімат : Гавер | Клімат : Гавер | Клімат : Гавер | Клімат : Гавер | Клімат : Гавер | Клімат : Гавер | Клімат : Гавер | Клімат : Гавер | Клімат : Гавер | Клімат : Гавер | Клімат : Гавер | Клімат : Гавер |
| Показник                                   | Січ.           | Лют.           | Бер.           | Квіт.          | Трав.          | Черв.          | Лип.           | Серп.          | Вер.           | Жовт.          | Лист.          | Груд.          | Рік            |
| Абсолютний максимум, °C                    | 20,0           | 23,3           | 26,1           | 35,0           | 36,7           | 42,2           | 42,2           | 43,9           | 38,3           | 32,8           | 25,6           | 21,7           | 43,9           |
| Середній максимум, °C                      | −3,6           | 0,8            | 7,2            | 14,7           | 20,4           | 25,2           | 29,2           | 28,8           | 22,2           | 15,2           | 4,9            | −1,1           | 13,7           |
| Середня температура, °C                    | −9,7           | −5,6           | 0,3            | 6,8            | 12,5           | 17,1           | 20,2           | 19,8           | 13,5           | 7,0            | −1,6           | −7,2           | 6,1            |
| Середній мінімум, °C                       | −15,7          | −12            | −6,7           | −1,1           | 4,6            | 8,9            | 11,1           | 10,7           | 4,8            | −1,2           | −8,2           | −13,4          | −1,5           |
| Абсолютний мінімум, °C                     | −49,4          | −48,3          | −40,6          | −25,6          | −12,8          | −1,7           | −0,6           | −2,8           | −7,8           | −29,4          | −36,1          | −45,6          | −49,4          |
| Середня кількість сонячних годин на місяць | 140,5          | 175,2          | 257,6          | 286,9          | 346,9          | 367,8          | 408,9          | 362,6          | 276,5          | 217,4          | 141,4          | 125,6          | 3107           |
| Норма опадів, мм                           | 12             | 9              | 18             | 22             | 47             | 48             | 38             | 30             | 26             | 16             | 11             | 13             | 290            |
| Днів з опадами                             | 7,4            | 5,8            | 7,9            | 7,5            | 9,7            | 10,4           | 7,9            | 7,8            | 7,0            | 5,4            | 6,1            | 7,0            | 89,9           |
| Днів зі снігом                             | 7,7            | 6,3            | 6,2            | 3,0            | 0,4            | 0,0            | 0,0            | 0,0            | 0,2            | 1,8            | 5,2            | 7,7            | 38,5           |
| ------------------------------------------ | -------------- | -------------- | -------------- | -------------- | -------------- | -------------- | -------------- | -------------- | -------------- | -------------- | -------------- | -------------- | -------------- |
| Джерело: NOAA (normals, 1971–2000)         |                |                |                |                |                |                |                |                |                |                |                |                |                |

## Демографія
Згідно з переписом 2010 року, у місті мешкало 9310 осіб у 3900 домогосподарствах у складі 2293 родин. Густота населення становила 1097 осіб/км².  Було 4285 помешкань (505/км²).
Расовий склад населення:
| - 81,6 % — білих - 13,0 % — корінних американців - 0,6 % — азіатів - 0,4 % — чорних або афроамериканців - 0,1 % — вихідців з тихоокеанських островів |

До двох чи більше рас належало 4,0 %. Частка іспаномовних становила 2,5 % від усіх жителів.
За віковим діапазоном населення розподілялося таким чином: 25,1 % — особи молодші 18 років, 61,5 % — особи у віці 18—64 років, 13,4 % — особи у віці 65 років та старші. Медіана віку мешканця становила 33,9 року. На 100 осіб жіночої статі у місті припадало 99,1 чоловіків;  на 100 жінок у віці від 18 років та старших — 98,6 чоловіків також старших 18 років.
Середній дохід на одне домашнє господарство  становив 53 472 долари США (медіана — 45 146), а середній дохід на одну сім'ю — 65 127 доларів (медіана — 58 081). Медіана доходів становила 44 464 долари для чоловіків та 29 730 доларів для жінок. За межею бідності перебувало 18,3 % осіб, у тому числі 21,6 % дітей у віці до 18 років та 6,2 % осіб у віці 65 років та старших.
Цивільне працевлаштоване населення становило 4846 осіб. Основні галузі зайнятості: освіта, охорона здоров'я та соціальна допомога — 28,7 %, роздрібна торгівля — 17,6 %, транспорт — 10,3 %, мистецтво, розваги та відпочинок — 9,8 %.